# سبحان روحی
سبحان روحی متولد شهر جویبار کشتی‌گیر آزادکار ایرانی مربی سازنده کشتی می‌باشد. او اولین کشتی گیری است که ازشهرستان جویبار به تیم ملی راه یافته. وی در بازی‌های آسیایی ۱۹۷۴ تهران و مسابقات آسیایی ۱۹۷۹ تهران مدال نقره و برنز کسب کرد.